# Kangdong
El condado de Kangdong, es uno de los cuatro condados suburbanos de Pyongyang.  

## Historia
En 1983 se separó de la provincia de P'yongan del sur y asumió el gobierno directo por el Comité Popular de la ciudad de Pyongyang. Limita con Sŏngch'ŏn-gun (condado de Songchon), sur de P'yongan en el norte y este, Sŭngho-guyŏk (distrito de Sungho) desde el sur y el río Taedong desde el oeste. Kangdong-gun es principalmente conocida por ser la ubicación de la supuesta tumba del rey Tangun, el sitio revolucionario en Ponghwa-ri. La residencia Kangdong de Kim Jong-un se encuentra cerca de las orillas del río Taedong.  La parte noreste del condado alberga las oficinas e instalaciones del Segundo Comité Económico, que es la industria de armas de la RPDC. Kyo-hwa-so No. 4 es un gran campo de reeducación en la parte sureste de Kangdong-gun. 
- Datos: Q224927